# Полігамія в Афганістані
Республіка Афганістан, яка є Ісламською Республікою відповідно до законів шаріату, допускає багатоженство. Афганські чоловіки можуть мати до чотирьох дружин і мусять однаково ставитися до них. Проте ці правила рідко дотримуються: в Корані, крім чотирьох дружин,  невизначеній кількості жінок дозволено бути «наложницями». Ці жінки вважаються незахищеними і потребують чоловіка як опікуна.

## Причини
- Через стигму, яка накладається на розлучення в афганському суспільстві, полігамні стосунки прийняті, щоб впоратися з суперечностями між чоловіком і дружиною.[2]
- Жіноча бідність. Інші звіти свідчать про те, що більшість афганських жінок воліли б бути третьою або четвертою дружиною чоловіка, ніж залишатися самотньою, навіть якщо її чоловік зловживає або несправедливо до неї ставиться.[3] Заможні чоловіки частіше одружуються з кількома дружинами.
- Практика полігамних шлюбів дозволяє чоловікам набувати більше земельних паїв, майна, багатства, дітей.[2] Багатоженство вважається економічно вигідним і збільшує суспільний вплив чоловіків. На півночі Афганістану жінки, які вміють ткати килими, вважаються ресурсом, який сприяє доходу сім’ї.
- В Афганістані літні чоловіки зазвичай одружуються з молодшими дівчатами в полігамних шлюбах.
- Поширеною причиною для чоловіка взяти іншу дружину було жіноче безпліддя.[2]
- У разі смерті овдовілі жінки мусять знову вступати в шлюб.[2] Чоловіки зобов'язані одружитися з вдовою члена сім'ї. Вдова, яка відмовляється вдруге одружитися зі свекром, стикається з можливістю втратити опіку над дітьми.[4]

## Чоловіки
Незважаючи на те, що полігамія дозволена, вона схвалена не всіма афганськими чоловіками. Деякі чоловіки, які можуть дозволити собі утримувати кількох дружин, віддають перевагу моногамним стосункам, тому що в афганських гаремах занепокоєні домашніми проблемами. Найпоширенішою причиною несхвалення полігамії вважаються суперечки між жінками, які перебувають у шлюбі з одним чоловіком.
Велика кількість афганських чоловіків не можуть дозволити собі викупити дружину (за рахунок надання грошей на посаг та весілля). Більшість пастушого населення беруть лише одну дружину. Коли у 2010 році некомерційна Міжнародна рада з безпеки та розвитку опитала понад 420 афганських чоловіків, 82 % припустили, що найкращим способом відбити молодих чоловіків від приєднання до Талібану було б надати їм гроші на посаг та весілля. Жінок не вистачає, щоб у всіх бажаючих було кілька дружин, і в той же час, щоб кожен чоловік мав одну дружину.

## Жінки
Якщо жінка вступає в шлюб з одруженим чоловіком, її згода не потрібна. Деякі фактори, які змушують жінок проявляти згоду, це відсутність прав у сім’ї, економічні проблеми, смерть попереднього чоловіка. Жінки, які живуть самотні, суперечать соціальним нормам в Афганістані, роблячи їх залежними від батьків і родичів. Неодружених жінок розглядають як тягар, тому вони змушені вступити в шлюб.
Багато жінок дають згоду на шлюб, не знаючи сімейного стану чоловіка. Цивільне законодавство Афганістану стверджує, що чоловіки зобов'язані повідомляти одна про одну всіх своїх дружин і майбутніх наречених. Ця умова в цивільному законодавстві в багатьох випадках не практикується. 34% чоловіків не розповіли своїм другим дружинам про свій сімейний стан.
Цивільне законодавство Афганістану також говорить, що перша дружина має право схвалити другий шлюб свого чоловіка. Закон надає дружині право розлучитися з чоловіком, якщо він не отримає її згоди. Багато жінок вирішують не використовувати це право, оскільки ризикують втратити опіку над дітьми, фінансову підтримку та сімейний статус.

## Багатоженство і політика
У XVIII та XIX століттях полігамні союзи для політики були звичайною практикою. Лідери дурранських пуштунів брали більше чотирьох дружин, щоб отримати більш привілейовані посади. Велика кількість королівських нащадків викликала плутанину в ієрархічному порядку, що призвело до ворожнечі в родині. Історики приписують полігамічну міждинастичну конкуренцію, яка спричинила політичну нестабільність, соціальний та економічний розвиток та національну єдність.

## Сучасні установки
До 1928 року багато чоловіків зловживали поняттям «конкубінат», що дозволяло їм мати більше чотирьох дружин. Король Аманулла (1919-1928) створив суворі закони, які обмежували полігамію лише чотирма законними дружинами. Аманулла вважав, що моногамія більш ісламська, і пропагував права жінок. Поряд з обмеженням полігамії, Аманулла також закликав жінок відкривати обличчя на публіці.
Багатоженство в Афганістані не було заборонено законом і зараз практикується. Обмеження регулюються Цивільним кодексом 1977 року, який вимагає від чоловіків, які шукають нових дружин, доводити, що вони не бояться несправедливості щодо нинішніх дружин, мають засоби для забезпечення своїх дружин предметами першої необхідності, і що для нових дружин має бути законна причина. Цивільний кодекс 1977 року надав жінкам право розлучитися з чоловіком, якщо він порушує будь-яку з умов, необхідну для прийняття нової дружини.
У червні 2000 року жіноча конференція в Кабулі спробувала закликати, що примусовий шлюб слід вважати кримінальним злочином і що жінкам, яких примушують до шлюбу, слід надати статус жертви.
У 2009 році президент Хамід Карзай видав указ, відомий як Закон про ліквідацію насильства проти жінок. Декрет, який забороняв би багатоженство, так і не був ратифікований законодавчим органом.